# Усть-Хантайська ГЕС
Усть-Хантайська гідроелектростанція — ГЕС на річці Хантайка в Красноярському краї Росії, у селища Снєжногорськ.

## Загальні відомості
Будівництво ГЕС почалося в 1963, закінчилося в 1975 . Склад споруд ГЕС:
- кам'яно-накидна гребля завдовжки 420 м і найбільшою висотою 72 м;
- лівобережна дамба з екраном завдовжки 1967 м і найбільшою висотою 12 м відсипана з гравійно-галькового ґрунту з супіщаним заповнювачем;
- правобережна дамба завдовжки 2520 м і найбільшою висотою 33 м з центральною частиною з пов'язаних ґрунтів і зовнішніх призм із гравійно-галькових ґрунтів з супіщаним заповнювачем;
- береговий водоскид з водозливом (2 прольоти шириною по 20 м);
- водоприймач;
- напірні підвідні тунелі;
- підземна будівля ГЕС завдовжки 139 м.

Потужність ГЕС — 441 МВт, середньорічне вироблення — 2 млрд кВт·год. У підземній будівлі ГЕС встановлено 7 поворотно-лопатевих гідроагрегати потужністю по 63 МВт, що працюють при розрахунковому напорі 45,8 м.
Обладнання ГЕС застаріло, потрібно його модернізація (можлива заміна турбін на радіально-осьові). Після модернізації потужність ГЕС має скласти 511 МВт (7х73 МВт), середньорічне вироблення — 2,147 млрд кВт·год. В 2011 році суд за позовом Прокуратури Красноярського краю зобов'язав ВАТ «Таймиренерго» зробити модернізацію (заміну) всіх гідроагрегатів Усть-Хантайської ГЕС, починаючи з 2012 року. Орієнтовна вартість робіт становить 9,5 млрд руб..
Напірні споруди ГЕС (довжина напірного фронту 5,34 км) утворюють велике Усть-Хантайське водосховище площею 1561 км², повним і корисним об'ємом 24,54 км³ і 13,43 км³. Усть-Хантайська ГЕС унікальна, вона є однією із найпівнічніших ГЕС у світі і побудована в надзвичайно суворих умовах.
ГЕС спроєктована інститутом «Ленгідропроект».

## Економічне значення
Усть-Хантайська ГЕС призначена для енергопостачання найбільшого в світі Норильського гірничо-металургійного комбінату, а також Дудінського і Ігарського промислових районів.
ГЕС входить до складу ВАТ «Таймиренерго» , придбане в липні 2007 ГМК «Норильський Нікель» на аукціоні у РАТ «ЄЕС» за 7,29 млрд.руб.
На притоці Хантайки, річці Кулюмбе, спроєктований каскад ГЕС (Кулюмбейський каскад ГЕС).

## Ресурси Інтернету
- Опис Усть-Хантайської ГЕС на сайті інституту Ленгідропроект[недоступне посилання з травня 2019](рос.)
- Офіційний сайт ВАТ «Таймиренерго»(рос.)